# ثار غليص
ثار غليص هو رابع أجزاء سلسلة غليص البدوية بعد راس غليص و راس غليص الجزء الثاني و ذباح غليص، وهو مسلسل درامي بدوي تشويق ومغامرات من إنتاج المركز العربي للإنتاج الإعلامي - الأردن، المنتج عدنان العوامله، المنتج التنفيذي طلال العوامله، إخراج أحمد دعيبس، كتابة مصطفى صالح، وبطولة زهير النوباني، منذر رياحنة، علياء الشمري، ناريمان عبد الكريم، وآخرون.
«ثار غليص»، بمثابة عودة شبح غليص إلى الصحراء ما يعني عودة الغزوات التي تجتاح سكون رمالها بحوافر الخيل، هدوء ليلها بأصوات البواريد والقنابل، وليقضّ طالبوا الثأر والصيت مضاجع أهلها وشيوخها.

## قصة المسلسل
تبدأ أحداث المسلسل استكمالاً للجزء السابق ذباح غليص، حيث لم ييأس مناع من استمالته لشيوخ القبائل بهدف مساعدته لاسترداد شيخته (منصبه) وأخد ثأره من زيد، وكذلك ارميح لم يكل من محاربة القبائل طلباً للثأر مما يشغله عن ابنه غليص الذي يكبر بعيداً عنه، إلا انهما يلتقيان ويتزعم غليص الرجال بدلاً من أبيه ارميح ويبدأ بتصفية حساباته مع القبائل منها قبيلة جده مناور إضافة إلى ثأره لأمه ولأبيه الذي يتعرض لإصابات بالغة عندما تتحالف القبائل ضدهما، ومن قبله ثأر جده غليص.
يعثر القاضي بدوان على الطفل غليص إلى جانب عنيد الذي يخبره -وهو يتلفظ أنفاسه الأخيرة- أن نوفة هي من دفعته لاختطاف الطفل، فيصحبه القاضي بدوان إلى جده الشيخ مناور الذي يفاجأ به ويقرر القاضي إعادة الطفل إلى ارميح فتصر الهنوف على مرافقته مما يدفع بمجبل إلى تطليقها وتذهب مع غليص إلى ديرة القاضي.
يذهب ارميح برفقة طايل إلى ديرة القاضي بدوان ويفاجأ هناك بأن ابنه غليص موجود مع الهنوف عنده، ويتزوج طايل من الهنوف حيث كان يجمعهما في الماضي قصة حب، ويظهر مناع وحيداً بعد أن يتخلى الجميع عنه فيذهب إلى ديرة الشيخ اشعيل ويتحالف معه ضد ارميح والشيخ مناور والشيخ زيد.
بعد موت القاضي بدوان؛ يغادر طايل والهنوف إلى ديرة دعيج، ويظهر رداد بن زيد من عُمْر غليص، والذي تلقبه الهنوف بـ«سيف»، وتنشأ صداقة بينهما. يكبر الطفلان ويتعلق رداد بقمر (فتاة غويزية) ويتعلق غليص بحمدة أخت رداد فيرفضوه لكونه ليس من أبناء الشيوخ، فتدب البغضاء بينهما ويشهر غليص اسمه الحقيقي.
تتجيش القبائل ضد ارميح ويتمكنوا من تشتيت رجاله، إلا أن غليص يبدأ بجمعهم بهدف الانتقام، ويقوم بخطف ابنة جده الشيخ مناور ممن حمدة ابنة زيد. وفي هذه الأثناء يدعو الشيخ اشعيل الشيخ مناور بهدف الصلح ويقتله هو وضيافته، ويقتل مناع زيد فيظن ابنه رداد أن القاتل هو غليص فيدخل معه في مبارزة يراقبهما من بعيد مناع مصوباً بندقيته نحوهما، إلا أنه يفاجأ بيد ارميح تضع خنجراً على عنقه وهو يقول: «حي الله بمناع حي الله!».

## بطولة
زهير النوباني، منذر رياحنة، علياء الشمري، هدى حمدان، محمد الإبراهيمي، أشرف طلفاح، حابس حسين، ناريمان عبد الكريم، علي عليان، خضر بيضون، خالد الطريفي، نجلاء عبد الله، غسان المشيني، وليد البرماوي، إبراهيم أبو الخير، حكيم حرب، سهير عودة، حمد نجم، أمل الدباس، هشام هنيدي، بكر قباني، تهاني سليم، وسناء طاهر.